# Paulet-Insel
Die Paulet-Insel (englisch Paulet Island, französisch Île Paulet, schwedisch Pauletön) ist eine kleine, beinahe kreisrunde unbewohnte Vulkaninsel an der Spitze der antarktischen Halbinsel im südpolaren Weddell-Meer.

## Geografie
Die Paulet-Insel ist 2,2 km lang und maximal 1,5 km breit und liegt 5,2 km südöstlich der Dundee-Insel am nordöstlichen Ende der Antarktischen Halbinsel. Die Insel besteht aus erstarrter Lava, über der ein 353 m hoher Schlackenkegel mit einem kleinen Gipfelkrater aufragt. Mit einem Alter von wenigen hunderttausend Jahren ist die Insel geologisch sehr jung. Erdwärme sorgt dafür, dass Teile der Insel über das gesamte Jahr eisfrei bleiben. Diese Wärme lässt vermuten, dass der Vulkan innerhalb der letzten tausend Jahre aktiv war.

## Geschichte
Die Paulet-Insel wurde von einer britischen Expedition der Jahre 1839 bis 1843 unter James Clark Ross entdeckt. Dieser benannte die Insel als Paulet Island nach dem späteren Admiral der Royal Navy Lord George Paulet (1803–1879), Sohn des 13. Marquess of Winchester. 1847 ist die Insel als Île Paulet im Atlas des französischen Hydrographen Clément Adrien Vincendon-Dumoulin (1811–1858) verzeichnet, 1894 auf dänischen Karten als Paulet Ø und in Deutschland ab 1895 als Paulet-Insel.
Bekannt wurde die Insel vor allem durch die schwedische Antarktisexpedition von Otto Nordenskjöld, dessen Schiff Antarctic in 25 Meilen Entfernung vom Packeis zerstört wurde und sank. Nach einem 16-tägigen Fußmarsch über das Eis erreichte die Mannschaft um Kapitän Carl Anton Larsen am 28. Februar 1903 die Insel, wo die Männer eine Steinhütte errichteten und überwinterten. Sie wurden neun Monate später von der argentinischen Korvette Uruguay gerettet. Die Ruine der Hütte steht heute noch und ist ein beliebtes Ausflugsziel bei Kreuzfahrten in die Antarktis. Als historische Stätte HSM-41 steht sie unter dem Schutz des Antarktisvertrags.

## Fauna
Die Paulet-Insel ist die Heimat von etwa 200.000 Adeliepinguinen. 2012 wurden in der Pinguinkolonie auch 548 Brutpaare der Blauaugenscharbe gezählt. Die Insel ist zudem Brutplatz des Schneesturmvogels und der Dominikanermöwe. Die häufig hier gesichteten Arten Weißgesicht-Scheidenschnabel und Buntfuß-Sturmschwalbe brüten möglicherweise ebenfalls auf der Insel. Sie wird deshalb von BirdLife International als Important Bird Area (AQ066) ausgewiesen. Weddellrobben und Antarktischer Seebär lagern regelmäßig auf der Insel, während Seeleoparden oft bei der Jagd in den umliegenden Gewässern beobachtet werden.

## Galerie

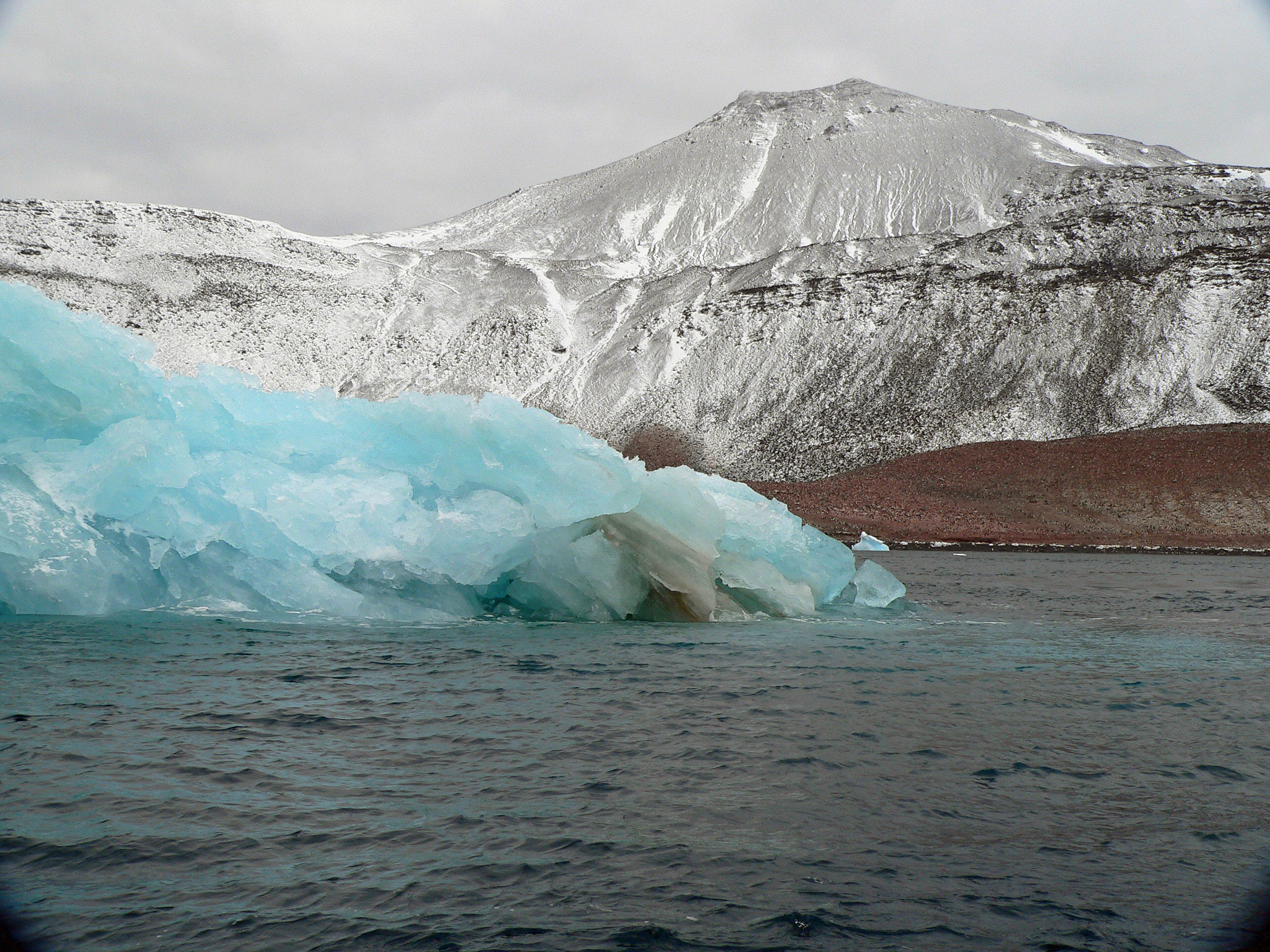
Paulet-Insel im Februar 2007
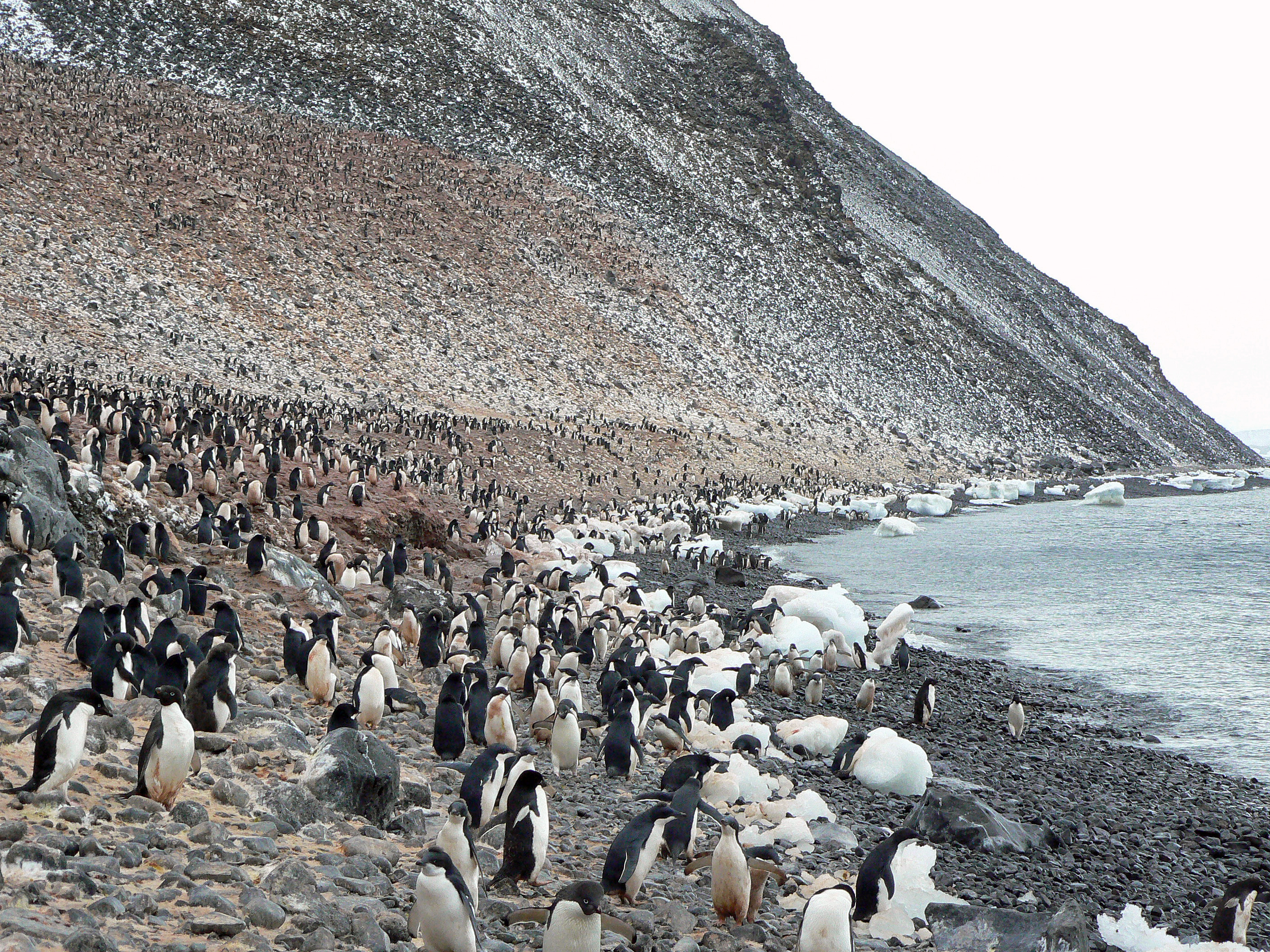
Adeliepinguin-Kolonie auf der Paulet-Insel